# 브워츠와베크군

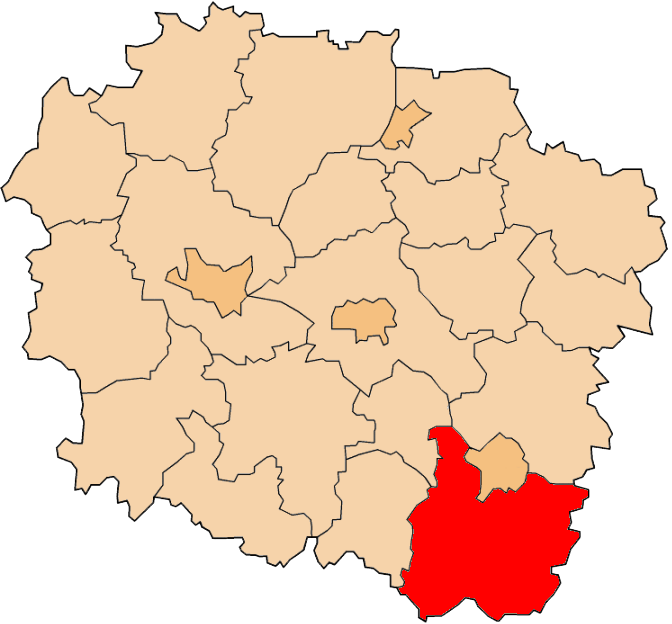
쿠야비포모제주 지도에 표시된 브워츠와베크군의 위치

브워츠와베크군(폴란드어: powiat włocławski)은 폴란드 쿠야비포모제주에 위치한 군으로 면적은 1,472.34km2, 인구는 86,131명(2019년 기준)이다. 군청 소재지는 브워츠와베크이지만 브워츠와베크군에 속하지 않고 별도의 도시군으로 존재한다.
북쪽으로는 리프노군, 동쪽으로는 마조프셰주 프워츠크군, 남동쪽으로는 마조프셰주 고스티닌군, 남쪽으로는 우치주 쿠트노군, 비엘코폴스카주 코워군, 서쪽으로는 라지에유프군, 북서쪽으로는 알렉산드루프군과 접한다. 13개 지방 자치체(1개 도시, 5개 도시형 농촌, 7개 농촌)를 관할한다.

군기
군 문장